# Ponthieva gracilis
Ponthieva gracilis är en orkidéart som beskrevs av Jany Renz. Ponthieva gracilis ingår i släktet Ponthieva och familjen orkidéer. Inga underarter finns listade i Catalogue of Life.